# 西姓
西姓為由來已久的中文姓氏。

## 起源
西姓大致上有幾種来源。
- 古時西陵居民，后裔以西为姓。
- 西門豹的後人，改西門姓為西姓。[1]
- 公西姓的後人。
- 各種因避禍而改西姓者。
- 朝鮮半島亦有此姓。
- 苗族、白族等少數民族族人有西姓。

現在西姓散居於中國、朝鮮半島等地，唯人數不多。以中國論，遼、粵兩行省佔七成，中國的少數民族西姓，許多人漢化以後，改奚姓、習姓。

## 延伸阅读
[在维基数据编辑]
 《欽定古今圖書集成·明倫彙編·氏族典·西姓部》，出自陈梦雷《古今圖書集成》